# 안상민
안상민(1995년 5월 18일 ~ ) 은 대한민국의 축구 선수다. 포지션은 공격수이다.

## 클럽 경력
안상민은 부천 FC 1995의 U-18팀의 주장으로 활동했으며 2015시즌을 앞두고 내셔널리그의 용인시청 축구단에 입단하면서 커리어를 시작했다.
2017시즌을 앞두고 K리그1의 강원 FC로 이적했다.
2018시즌을 앞두고 내셔널리그의 김해시청 축구단으로 임대되었다. 2018년 7월 18일에 열린 목포시청 축구단과의 리그 경기에서 김해 입단 이후 첫 골을 기록했다. 안상민은 2018시즌 김해에서 18경기 출전 4골 6도움을 기록하며 내셔널리그 도움왕을 수상했다.
2019시즌을 앞두고 강원으로 임대 복귀했으며 2020시즌을 앞두고 K3리그의 대전 한국철도 축구단에 입단했다.
2021시즌을 앞두고 K리그2의 대전 하나 시티즌으로 이적했다.
2022시즌을 앞두고 대전 한국철도 축구단으로 이적했다.

## 수상

### 개인
- 내셔널리그 도움상: 2018